# World Premier International Research Center Initiative
Инициатива создания передовых международных исследовательских центров (англ. World Premier International Research Center Initiative, WPI; яп. 世界トップレベル国際研究拠点形成促進プログラム) — программа министерства образования, культуры, спорта, науки и технологий Японии, начатая в 2007 году. Основная цель программы — создать для выдающихся мировых исследователей передовые центры, оснащенных необходимым оборудованием и условиями работы с длительным бюджетным финансированием. Глобализация научных исследований требует, чтобы такие международные центры были известны и востребованы для наиболее продвинутых учёных и групп.   Крупнейший проект из подобных, он изначально предусматривал финансирование от 5 до 20 млрд. иен ежегодно в течение 10 лет. Менеджмент проекта был возложен на Японское общество содействия науке (JSPS). 
В 2007 было получено 33 заявки от 22 университетов, агентств межуниверситетского взаимодействия и пр. Были отобраны 5 заявок. В 2010 — 9 заявок от 9 организаций, отобрана одна. В 2015 — 13 заявок от 11 организаций, отобраны 3. В 2017 — 15 заявок, отобраны 2.
| Год  | Базовая организация                                 | Создаваемый исследовательский центр                                                                        | Руководитель проекта |
| ---- | --------------------------------------------------- | --- | -------------------- |
| 2007 | Национальный институт материаловедения              | Международный центр наноархитектоники материалов                                                           | Аоно Масакадзу       |
| 2007 | Осакский университет                                | Immunology Frontier Research Center                                                                        | Акира Сидзуо         |
| 2007 | Киотский университет                                | Institute for Integrated Cell-Material Sciences                                                            | Китагава Сусуму      |
| 2007 | Токийский университет                               | Kavli Institute for the Physics and Mathematics of the Universe                                            | Мураяма Хитоси       |
| 2007 | Университет Тохоку                                  | Advanced Institute for Materials Research                                                                  | Котани Мотоко        |
| 2010 | Университет Кюсю                                    | International Institute for Carbon-Neutral Energy Research                                                 | Петрос Софронис      |
| 2012 | Нагойский университет                               | Institute of Transformative Bio-Molecules                                                                  | Итами Кэнъитиро      |
| 2012 | Токийский технологический институт                  | Earth-Life Science Institute                                                                               | Хиросе Кэй           |
| 2012 | Цукубский университет                               | International Institute for Integrative Sleep Medicine                                                     | Янагисава Масаси     |
| 2017 | Токийский университет                               | International Research Center for Neurointelligence                                                        | Такао Хенш           |
| 2017 | Канадзавский университет                            | Nano Life Science Institute                                                                                | Такэси Фукума        |
| 2018 | Университет Хоккайдо                                | Institute for Chemical Reaction Design and Discovery (ICReDD)                                              | Satoshi Maeda        |
| 2018 | Киотский университет                                | Institute for the Advanced Study of Human Biology (ASHBi)                                                  | Mitinori Saitou      |
| 2021 | High Energy Accelerator Research Organization (KEK) | International Center for Quantum-field Measurement Systems for Studies of the Universe and Particles (QUP) | Masashi Hazumi       |
| 2022 | Осакский университет                                | Premium Research Institute for Human Metaverse Medicine (PRIMe)                                            | Kohji Nishida        |
| 2022 | Университет Хиросимы                                | International Institute for Sustainability with Knotted Chiral Meta Matter (SKCM²)                         | Ivan I. Smalyukh     |
| 2022 | Университет Кэйо                                    | Human Biology-Microbiome-Quantum Research Center (Bio2Q)                                                   | Kenya Honda          |